# Абу Джафар Ахмад ибн Мухаммад
Абу Джафар Ахмад ибн Мухаммад (араб. أبو جعفر احمد بن محمد‎; 21 июня 906 — 31 марта 963) — эмир Систана (923—963). Восстановил власть Саффаридов над Систаном и был большим меценатом.

## Биография
Приход к власти Абу Джафара Ахмада начался в мае 923 года, когда народ Заранджа провозгласил его амиром. Во время Систаном правил Абдуллах ибн Ахмад, который был непопулярен в Зарандже из-за его суровых налогов. Воспользовавшись своими связями с Саффаридами, Абу Джафар Ахмад заручился поддержкой городских айяров, которые остановили попытку сына Абдуллаха Азиза сохранить контроль над городом. Вскоре правление Абу Джафара Ахмада распространилось за пределы Заранджа.
Успешно защитившись от мятежников, Абу Джафар Ахмад стремился расширить своё царство за счёт халифата Аббасидов, который за последние несколько лет потерпел ряд неудач. Поэтому он отправил нескольких своих чиновников в Керман, провинцию, которая ранее принадлежала Саффаридам. Налоги собирали чиновники, которые затем вернулись в Систан. Таким образом, власть Саффарида над Керманом была лишь временной; Аббасиды слабо контролировали провинцию ещё несколько лет, прежде чем бану Ильяс захватил власть в 932 году. После этих первоначальных проблем Систан и отдалённые провинции на несколько лет успокоились, сделав период правления Абу Джафара Ахмада относительно мирным. Соседи высоко ценили его; даже Саманиды, исторические враги Саффаридов, были явно дружны с ним.